# Кировский сельсовет (Башкортостан)
Кировский сельсове́т — упразднённая в 2008 году административно-территориальная единица и сельское поселение (тип муниципального образования) в составе Кугарчинского района. Почтовый индекс — 453331. Код ОКАТО — 80238835000.
Объединён с сельским поселением Мраковский сельсовет.

## Состав сельсовета
Село Новониколаевское — административный центр, деревня Канакачево

## История
Закон Республики Башкортостан от 19.11.2008 N 49-з «Об изменениях в административно-территориальном устройстве Республики Башкортостан в связи с объединением отдельных сельсоветов и передачей населённых пунктов», ст.1 п. 31) гласил:

 "Внести следующие изменения в административно-территориальное устройство Республики Башкортостан:
по Кугарчинскому району:

объединить Мраковский и Кировский сельсоветы с сохранением наименования
«Мраковский» с административным центром в селе Мраково.
Включить село Новониколаевское, деревню Канакачево Кировского сельсовета в состав Мраковского сельсовета.

Утвердить границы Мраковского сельсовета согласно представленной схематической карте.

Исключить из учётных данных Кировский сельсовет

## Географическое положение
На 2008 год граничил с муниципальными образованиями: Ибраевский сельсовет, Мраковский сельсовет, Новопетровский сельсовет, Тляумбетовский сельсовет, Чапаевский сельсовет («Закон Республики Башкортостан от 17.12.2004 N 126-з (ред. от 19.11.2008) „О границах, статусе и административных центрах муниципальных образований в Республике Башкортостан“»).

## География
Границами сельсоветы проходили: по рекам Ерек-Сулук, Хубарат, Большой Ик, Суражка, Накас.